# 코로넬 해전
1차 세계 대전중의 코로넬 해전(Battle of Coronel)은 칠레 중부 코로넬 앞바다에서 1914년 11월 1일 일어났다. 독일 제국 해군의 막시밀리안 폰 스페 해군 중장이 이끄는 동양 함대는 영국 해군의 크리스토퍼 크래독 해군 소장이 지휘하는 남대서양 함대에 승리하였다.